# Lorenz Bob

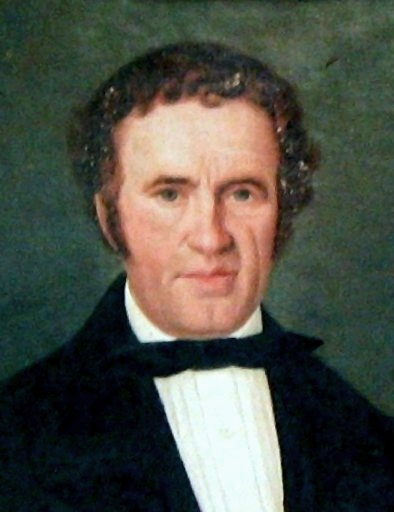
Lorenz Bob, Porträt von E. Hummel (1859)

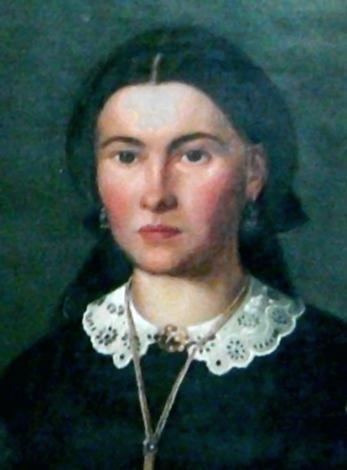
Anna Bob-Horisberger, Porträt von E. Hummel (1859)

Lorenz Bob (* 10. August 1805 in Dauchingen; † 6. Juli 1878 in Furtwangen im Schwarzwald) war ein deutscher Uhrmacher.
Bob wurde als Sohn des Tagelöhners Jakob Bob und dessen Ehefrau Anna Lauffer im damals württembergischen Dauchingen geboren. Er hatte 10 Geschwister und die Großfamilie lebte in ärmlichen Verhältnissen. Bob war zweimal verheiratet, zunächst ab 1829 mit Adelhaid Werle bis zu ihrem Tod im März 1858, mit der er drei Kinder hatte. Nur fünf Monate später heiratete er seine zweite Ehefrau, Anna Elisabetha Horisberger (1833–1907), die ihm weitere 8 Kinder schenkte.

## Leben und uhrmacherische Leistung
1820 begann er eine Lehre bei einem Uhrmachermeister in Schönwald im Schwarzwald und ging danach als Geselle zu Michael Dorer nach Furtwangen.
Bob eröffnete 1828 in Furtwangen eine Uhrenfabrikation für Großuhren, die Anfang der 1830er Jahre bis nach Nordamerika exportiert wurden. Damit muss er sehr erfolgreich gewesen sein, denn sechs Jahre später kaufte er ein Grundstück von der Gemeinde Furtwangen, auf dem er später ein neues Produktions- und Wohngebäude errichten ließ. Als erster Schwarzwälder Uhrmacher stellte Bob Federzuguhren mit Metallplatinen her. Im Jahr 1841 beschäftigte er drei Gesellen, produzierte 450 Uhren und sein Gewerbesteuerkapital betrug 1000 Gulden. Damit gehörte er zu den größten ansässigen Uhrmachern in Furtwangen.
In den Jahren 1842 bis 1845 fertigte er eine Turmuhr für die Pfarrkirche seiner Heimatstadt. Diese Uhr muss hervorragend gelungen sein, denn sein Name wurde damit weit über die Grenzen des Schwarzwaldes bekannt. Die Uhr ging 1857 in einem Brand mitsamt der Kirche verloren. Hauptsächlich fertigte Bob allerdings Wand- und Tischuhren mit massiven Messingwerken, Federzuguhren nach Wiener Bauart, Stockuhren und Kalender-Uhren mit Acht-Tage-Werk. Turmuhren blieben die Ausnahme.
Am 13. Mai 1847 wurde der „Gewerbe-Verein auf dem Uhren machenden Schwarzwald“ gegründet und Lorenz Bob auf der Gründungsversammlung in den Vorstand gewählt. Als Vereinsmitglied setzte er sich stark für die Ausweitung der industriellen Uhrenfertigung ein, hatte aber mit Widerständen zu kämpfen, denn viele Schwarzwälder Uhrmacher wollten nicht von der traditionellen Arbeitsweise abweichen. Ein besonderes Ziel des Gewerbevereins war es, eine Uhrmacherschule gründen zu lassen. Nach langen Verhandlungen mit der Regierung erhielt man schließlich 1849 die Zusage und konnte im März 1850 die Großherzogliche Badische Uhrmacherschule in Furtwangen eröffnen. Leiter der Schule wurde Robert Gerwig, Lorenz Bob übernahm die Leitung der Musterwerkstatt für Stockuhrenmacherei. Die Schule wurde 1863 wieder geschlossen.
Bob wurde vielfach ausgezeichnet und galt "seit langer Zeit als der bei weitem tüchtigste Uhrenmacher aus dem Schwarzwalde".

## Auszeichnungen
- 1854 Ehrenmünze, Industrieausstellung, München.
- 1858 Goldene Medaille, Schwarzwälder Industrieausstellung, Villingen.
- 1861 Goldene Medaille, Industrieausstellung, Karlsruhe.
- 1862 Preis-Medaille, Industrieausstellung, London.